# Giả thuyết ngủ hè
Giả thuyết ngủ hè (tiếng Anh: Aestivation hypothesis) là một giải pháp giả thuyết cho nghịch lý Fermi được định hình vào năm 2017 bởi nhóm nhà khoa học Anders Sandberg, Stuart Armstrong và Milan M. Ćirković. Được công bố vào ngày 27 tháng 4 năm 2017, giả thuyết này cho rằng các nền văn minh tân tiến ngoài hành tinh có thể đang tích trữ năng lượng và rơi vào trạng thái ngủ hè (ngủ đông trong thời gian nóng thay vì lạnh), cho đến khi vũ trụ nguội dần để tận dụng tốt hơn nguồn năng lượng dự trữ nhằm thực hiện sứ mệnh của họ.
Khi vũ trụ nguội đi, công tiềm năng tạo ra được từ năng lượng tích trữ có thể sẽ gấp tới 1030 lần theo nguyên lý Landauer. Nếu mục tiêu của một nền văn minh tối tân là tối đa hóa số lượng các phép tính được thực hiện, nhằm tạo ra quá trình xử lý thông tin cho các nhiệm vụ như sản xuất hàng loạt các mô phỏng, họ sẽ cố tình đi vào trạng thái ngủ hè để đạt được điều này.
Các nền văn minh tân tiến của người ngoài hành tinh có thể có những ý định khác xa nhân loại. Nếu mục đích là tạo ra nhiều "hạnh phúc", thì họ sẽ dùng nguồn năng lượng để tạo ra các mô phỏng máy tính hoàn hảo với "nhiều tâm trí hạnh phúc tối đa nhất có thể". Nếu mục đích là kiến thức, họ có thể tập trung các nguồn lực vào lưu trữ thông tin. Những nền văn minh như vậy có thể khám phá một thời gian, sau đó ngủ đông cho đến khi các điều kiện của vũ trụ thuận lợi hơn về mặt năng lượng để đạt được mục tiêu của họ một cách tốt nhất.
Giả thuyết này là chủ đề phản biện trong một bài báo về sau của Charles H. Bennett, Robin Hanson và Jess Riedel. Họ khẳng định: niềm tin rằng một nền văn minh thực hiện được nhiều tính toán hơn về sau trong lịch sử của vũ trụ là dựa trên một cách hiểu sai về vật lý tính toán.